# Brtnice
Brtnice (deutsch Pirnitz) ist eine Stadt in Tschechien.

## Geographie
Brtnice befindet sich in der Böhmisch-Mährischen Höhe am Flüsschen Brtnice und an der Verbindungsstraße zwischen Jihlava und Třebíč.

## Geschichte

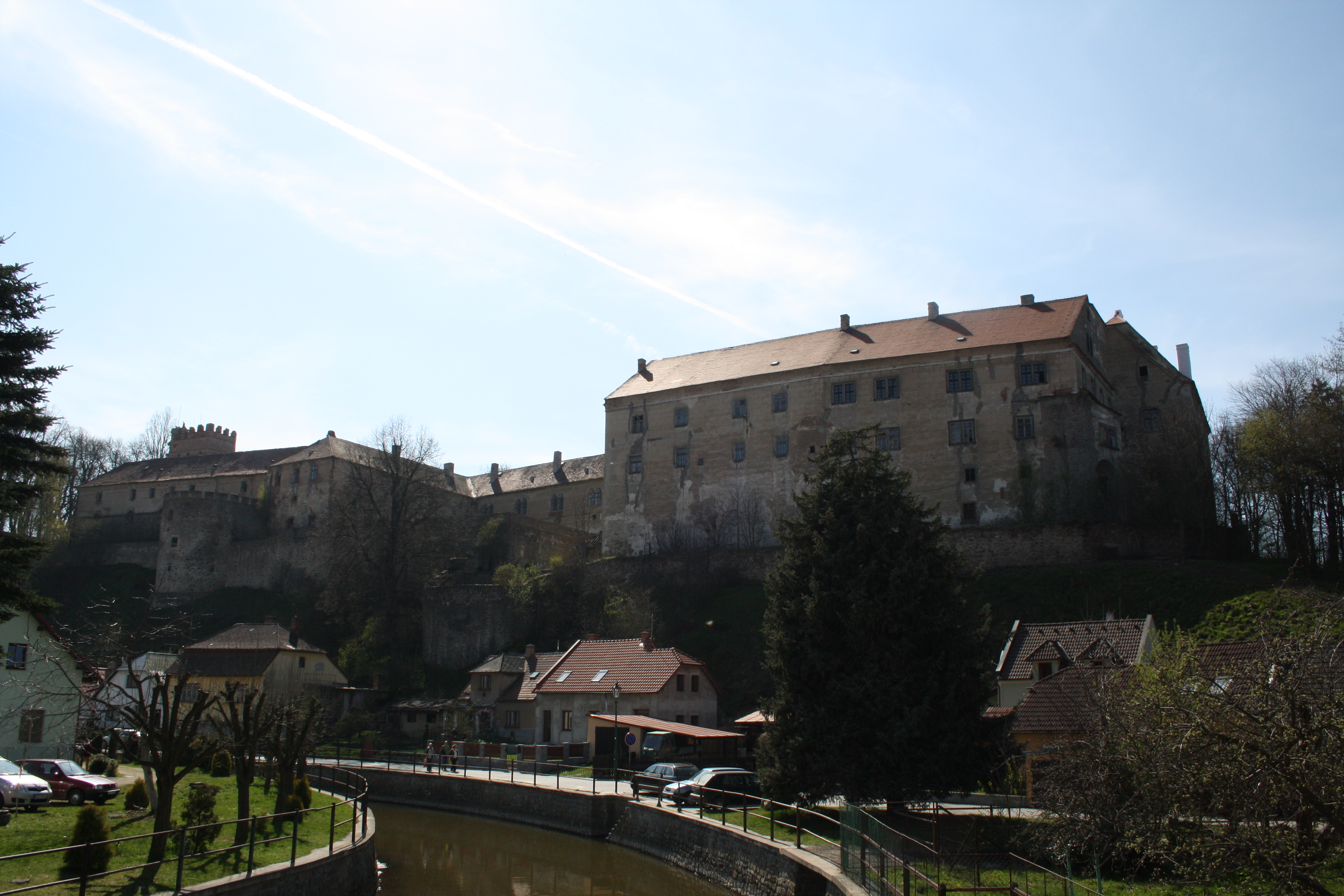
Schloss Brtnice

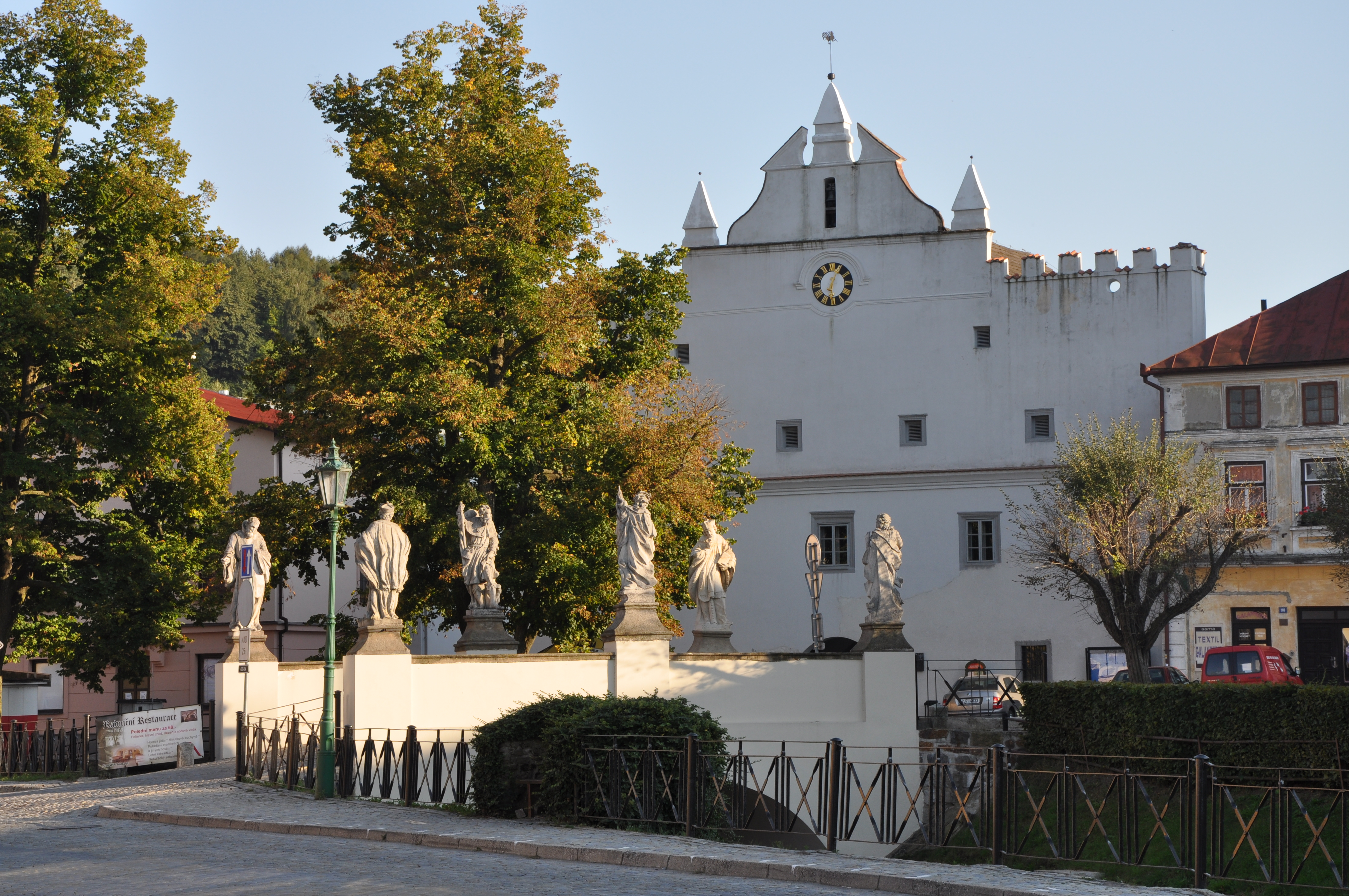
Rathaus

1234 wurde Brtnice erstmals schriftlich erwähnt, als Wenzel I. den Marktflecken dem Zisterzienser-Kloster Porta Coeli schenkte. Sechs Jahre später kam es im Tausch gegen Svatoslav und die Feste Pánov wieder in königlichen Besitz zurück. 1410 gelangte Brtnice an die Grafen Waldstein, die auch die mächtige Burg Ruckstein hielten.
Bis zum Dreißigjährigen Krieg zählte das Städtchen zu den reichsten Handels- und Handwerksorten in der Region.
1623 kaufte Rambold XIII. von Collalto die Herrschaft Pirnitz für 110.000 Taler. Unter der Herrschaft der Grafen von Collalto et San Salvatore fanden am Schloss, der Kirche und dem Kloster mehrere Umbauten unter Leitung von Giovanni Pieroni statt. Die Grafen Collalto, die den aus den Herrschaften Pirnitz, Czerna und Deutsch Rudoletz bestehenden Familienfideikommiss bis 1945 hielten, prägten nachhaltig das Aussehen der Stadt, dessen Marktplatz aus Häusern des Barocks und der Renaissance stammen.
Bis 1918 gehörte Brtnice zu Österreich-Ungarn. Seit 2000 ist Brtnice wieder eine Stadt. In Brtnice überwiegt lederverarbeitende Industrie, daneben gilt die Stadt auch als Erholungsort.

## Stadtgliederung
- Dolní Smrčné (Unterfichen) (90 Einwohner)
- Jestřebí (Haslitz) (144 Einwohner)
- Komárovice (Komarowitz) (72 Einwohner)
- Malé (Kleinhöf) (45 Einwohner)
- Panská Lhota (Herrenried) (234 Einwohner)
- Přímělkov (Primelkau) (125 Einwohner)
- Příseka (Prisnek) (233 Einwohner)
- Střížov (Strieschow) (312 Einwohner)
- Uhřínovice (Ruprenz) (70 Einwohner)

## Partnergemeinde
- Orpund (Kanton Bern, Schweiz)

## Persönlichkeiten
- David Lipart († 1720), tschechischer Holzbildhauer
- Matěj Procházka (1811–1889), tschechischer Philosoph, Pädagoge und Schriftsteller
- Octavian von Collalto und San Salvatore (1842–1912), lombardischer Grundbesitzer und K.u.k. Hofbeamter
- Alois Josef Pátek (1850–1927), tschechischer Historiker, Schriftsteller und Patriot
- Josef Hoffmann (1870–1956), österreichischer Architekt und Designer
- Gustav Haloun (1898–1951), tschechischer Sinologe

## Sehenswürdigkeiten
- Schloss Brtnice ursprünglich Burg aus den 30er Jahren des 15. Jahrhunderts, im 16. Jahrhundert durch Hynek Brtnický von Waldstein im Renaissancestil umgebaut
- Rathaus Renaissancebau
- Kloster 1636–1644 erbaut
- Pfarrkirche des Hl. Jakob erbaut 1776–1784
- Schlosskirche 1588 erbaut
- Josef-Hoffmann-Museum dem Architekten und Designer gewidmetes Museum am náměstí Svobody
- Brücke beim Rathaus mit zahlreichen Statuen
- Brücke unter dem Schloss mit zahlreichen Skulpturen von David Lipart
- Jüdischer Friedhof